# الناحية المركزية (مقاطعة أستانة أشرفية)
الناحية المركزية لمقاطعة أستانة أشرفية (بالفارسية: بخش مرکزی شهرستان آستانه اشرفیه) هي ناحية (بخش) في مقاطعة أستانة أشرفية التابعة لمحافظة غيلان في إيران. بلغ عدد سكانها في تعداد عام 2006م 72867 نسمة، يتوزعون على 21592 أسرة. وللناحية مدينة واحدة: أستانة أشرفية. ويوجد فيها أربع مناطق ريفية: قسم تشهارده الريفي وقسم دهشال الريفي وقسم دهشال الريفي وقسم كيسم الريفي وقسم كوركا الريفي.